# Analanjirofo
Analanjiroforegionen är en region i Madagaskar. Den ligger i den nordöstra delen av landet, 300 km nordost om huvudstaden Antananarivo. Antalet invånare är 860 800. Arean är 21 930 kvadratkilometer.
Terrängen i Analanjiroforegionen är varierad.
Analanjiroforegionen delas in i:
- Vavatenina District
- Maroantsetra District
- Mananara Nord District
- Nosy Boraha

Följande samhällen finns i Analanjiroforegionen:
- Mananara
- Soanierana Ivongo
- Vavatenina
- Maroantsetra
- Fenoarivo Atsinanana
- Ambodifotatra
- Antakotako
- Sahatavy